# Gibraltar Open
Het Gibraltar Open is een professioneel snookertoernooi. Het werd voor het eerst gehouden in december 2015. Vanaf 2017 wordt het in het voorjaar gehouden en is het een van de rankingtoernooien. De eerste editie werd gewonnen door Marco Fu.

## Winnaars
| Jaar                           | Winnaar                        | Verliezend finalist            | Score                          | Seizoen                        |
| Gibraltar Open (minor-ranking) | Gibraltar Open (minor-ranking) | Gibraltar Open (minor-ranking) | Gibraltar Open (minor-ranking) | Gibraltar Open (minor-ranking) |
| ------------------------------ | ------------------------------ | ------------------------------ | ------------------------------ | ------------------------------ |
| 2015                           | Marco Fu                       | Michael White                  | 4-1                            | 2015/2016                      |
| Gibraltar Open (ranking)       |                                |                                |                                |                                |
| 2017                           | Shaun Murphy                   | Judd Trump                     | 4-2                            | 2016/2017                      |
| 2018                           | Ryan Day                       | Cao Yupeng                     | 4-0                            | 2017/2018                      |
| 2019                           | Stuart Bingham                 | Ryan Day                       | 4-1                            | 2018/2019                      |
| 2020                           | Judd Trump                     | Kyren Wilson                   | 4-3                            | 2019/2020                      |
| 2021                           | Judd Trump                     | Jack Lisowski                  | 4-0                            | 2020/2021                      |
| 2022                           | Robert Milkins                 | Kyren Wilson                   | 4-2                            | 2021/2022                      |